# Fadumo Dayib
Fadumo Qasim Dayib, soprannominata Deeqo, (Thika, 1972) è una politica somala, prima donna a candidarsi come presidente della Somalia in occasione delle elezioni del novembre 2016.

## Biografia

### Infanzia e istruzione
Dayib è nata nel 1972 a Thika in Kenya da genitori somali. Sua madre si recò lì dopo aver perso undici figli a causa di malattie prevenibili. Suo padre, che era un camionista, diede un passaggio a sua madre e a suo fratello minore. Si sono sposati in viaggio verso il Kenya e si sono stabiliti a Thika. Entrambi i suoi genitori erano analfabeti ma suo padre parlava diverse lingue e sua madre, che vendeva tè lungo la strada, era una imprenditrice intraprendente. Ha altri due fratelli nati in Kenya. I suoi genitori hanno divorziato quando era giovane. La sua famiglia fu espulsa da Nairobi nel 1989 e deportata a Mogadiscio. Sua madre è stata temporaneamente imprigionata perché suo fratello era sospettato di aver finanziato un gruppo di oppositori di Mohammed Siad Barre. La madre di Dayib ha venduto tutto per permettere a lei e ai suoi fratelli di fuggire come rifugiati in Finlandia dove vive dal 1990.
Dayib non ha imparato a leggere e scrivere fino all'età di quattordici anni. Ha studiato in Finlandia per diventare infermiera in terapia intensiva, conseguendo due master. Ha vinto una borsa di studio alla Harvard Kennedy School per studiare amministrazione pubblica. È dottoranda presso l'Università di Helsinki per la ricerca sulla risoluzione 1325 del Consiglio di sicurezza delle Nazioni Unite (Pace, donne e sicurezza).

### Carriera
Dayib è un'attivista del cambiamento sociale, un'esperta di salute pubblica e di sviluppo. Ha lavorato nel settore privato per l'occupazione dei rifugiati. Ha lavorato per l'Organizzazione delle Nazioni Unite in Somalia, dove nel 2005 ha fondato delle cliniche per la salute materna che sono state poi evacuate per motivi di sicurezza. Ha poi aperto degli uffici di prevenzione dell'HIV e ha formato i professionisti sanitari per l'ONU nelle Figi e in Liberia.
Dayib ha annunciato la sua intenzione di candidarsi a Presidente della Somalia nel 2014 in occasione delle prime elezioni democratiche dal 1967. È uno dei diciotto candidati presidenziali del 2016, compreso lo sceicco Hassan Mohamud. È l'unica donna. La sua decisione di candidarsi alla presidenza ha suscitato minacce di morte. La sua agenda include politiche anti-corruzione, la lotta alle mutilazioni genitali femminili e il dialogo con al-Shabaab qualora il gruppo interrompa i legami con le organizzazioni terroristiche internazionali e smetta di uccidere i somali. Ha affermato di avere poche possibilità di vincere.

### Vita privata
Dayib ha quattro figli. Ha espresso l'intenzione di continuare ad essere impegnata nel miglioramento della Somalia anche dopo le elezioni. Fadumo attualmente vive a Nairobi con la sua famiglia.